# Ophiogomphus cecilia
Ophiogomphus cecilia (Fourcroy, 1785) је инсект из реда Odonata и фамилије Gomphidae. Српски назив ове врсте је Змијски разроки коњић.

## Опис
Оба пола имају таман трбух, а на сваком сегменту постоји жута, клинаста шара. Очи, груди и прва два телесна сегмента су зелени. На грудима постоје танке, црне цртице карактеристичног распореда. Крила ове врсте су провидна, јаке и црне нерватуре, с крупном и готово црном птеростигмом. Ова врста је најкрупнији представник своје породице у Србији.

## Угроженост
Ова врста није угрожена, и наведена је као последња брига јер има широко распрострањење.

## Распрострањење
Врста има станиште у Аустрији, Белгији, Белорусији, Естонији, Казахстану, Летонији, Литванији, Луксембургу, Молдавији, Пољској, Румунији, Русији, Словачкој, Словенији, Србији, Украјини, Финској, Француској, Холандији, Хрватској, Црној Гори, Швајцарској и Шведској.

## Популациони тренд
Популација ове врсте је стабилна, судећи по доступним подацима.

## Станиште
Станишта врсте су речни екосистеми и слатководна подручја.

## Животни циклус
Након парења које се одвија у ваздуху женке полазу јаја у воду. Лаврвено развиће траје две до четри године након чега долази до еклозије. Еклозија се одвија на обали, на пар десетина центиметра од воде, где остављају своју егзувију.

## Сезона летења
Сезона лета траје од краја маја до октобра.